# خالیمبکائول
خالیمبکائول (به لاتین: Khalimbekaul) یک منطقهٔ مسکونی در روسیه است که در داغستان واقع شده‌است.